# هودمزوواشارهی
هودمزوواشارهی (به مجاری: Hódmezővásárhely) در چونگراد-چاناد در کشور مجارستان واقع شده‌است. جمعیت این شهر ۴۷٫۴۸۵ نفر  است.

## نگارخانه

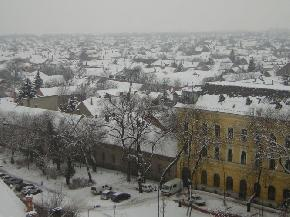
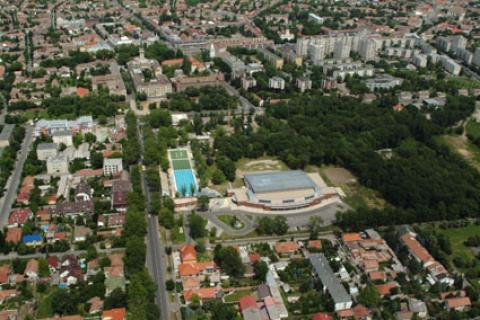
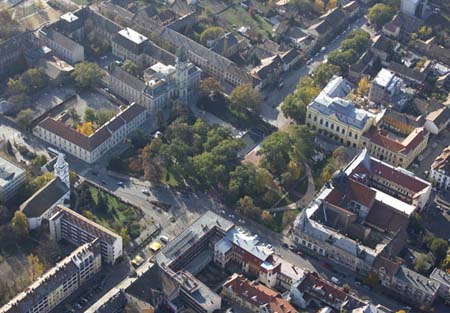

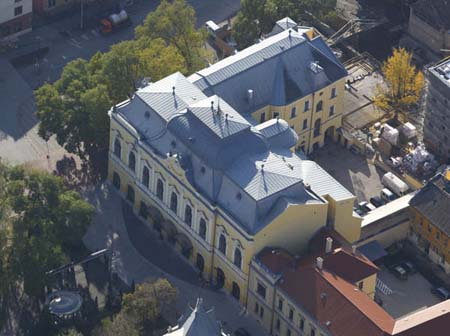
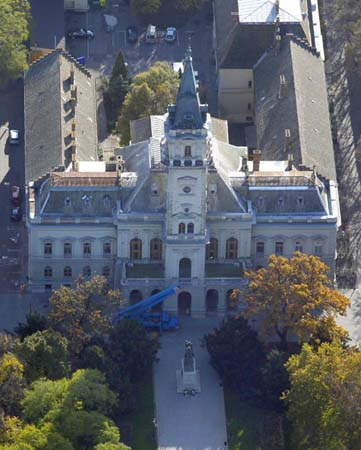
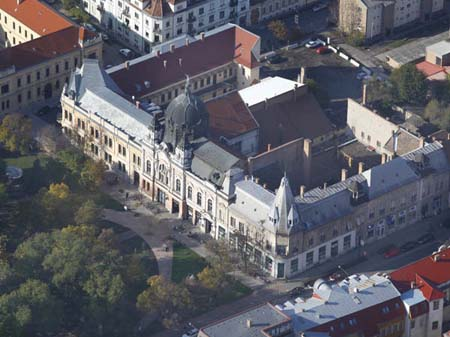

## شهرهای خواهر خوانده
| - بایا، باچ-کیش‌کون - ویدین، بلغارستان - آراد، رومانی - بایا ماره، رومانی - هارلمرمیر، هلند - هشینگن، آلمان - کلمه، لتونی، لیتوانی | - Senta، صربستان - Sokobanja،صربستان - Solotvyno، اوکرائین - Tamar، اسرائیل - ولوری، فرانسه - Zgierz، لهستان |